# バーノン・ウェルズ (野球)
バーノン・マイケル・ウェルズ3世（Vernon Michael Wells III, 1978年12月8日 - ）は、アメリカ合衆国ルイジアナ州シュリーブポート出身のプロ野球選手（外野手）。右投右打。

## 経歴

### プロ入り前
1978年にルイジアナ州シュリーブポートで生まれる。父バーノンJr.はテキサスクリスチャン大学とCFLのカルガリー・スタンピーダーズで活躍したワイドレシーバーであり、引退後はスポーツ選手の肖像画を専門とする画家として活動していた。
1988年にテキサス州アーリントンへ移り住む。7歳で野球を始めてからは二塁手としてプレーしていたが、テキサスへ移って間もない頃にイレギュラーしたボールを顔面に受けるアクシデントに見舞われ、中堅手に転向した。父の仕事の関係でテキサス・レンジャーズの本拠地アーリントン・スタジアムのビジタークラブハウスに出入りしていたウェルズは、リッキー・ヘンダーソン、デーブ・パーカー、デーブ・スチュワートと親しくなった。特にスチュワートは、ウェルズが出場するリトルリーグの試合をわざわざ見に来るほどだった。
地元のボウイ高校に進学後は、野球の他にアメリカンフットボールのクォーターバックとしても活躍。野球では早くからMLBのスカウト陣の注目を集める存在になっていた。最終学年時には打率.565、7本塁打、24盗塁を記録し、USAトゥデイからテキサス州の最優秀選手に選ばれた。卒業後は野球とフットボールの両立を目指してテキサス大学オースティン校への進学を予定していた。

### プロ入りとブルージェイズ時代
1997年のドラフト1巡目（全体5位）でトロント・ブルージェイズから指名され、プロ入りを果たす。1年目は1A-級ニューヨーク・ペンリーグのセントキャサリンズでプレーし、OPS.887の好成績をマーク。同リーグのオールスターにも選ばれた。
1998年は1A級でスタートし、1番打者を任されたが、4月は打率1割台と低迷。後半戦は持ち直したが上のクラスへの昇格は叶わなかった。
1999年は1A＋級で開幕を迎える。AA級・AAA級を経て、8月30日にメジャーデビュー。
2001年までは、9月のロースター拡大の際にメジャーに昇格し、プレーの機会を与えられていた。
2002年に、スタメンの座を手に入れ、2001年までに130以上の打数のため新人王こそチームメイトのエリック・ヒンスキーが受賞したが、159試合出場、打率.275、本塁打23本、打点100を記録。 
2003年には、更に打棒が爆発し、7月15日、オールスターに初出場。161試合出場、打率.317、本塁打33本、打点117を記録し、リーグ1位の49二塁打。1986年にトニー・フェルナンデスが記録した球団記録213本安打を更新する215安打を放った。シルバースラッガー賞を初受賞し、球団とは5年総額1470万ドルで契約延長した。
2004年から2005年は、若干成績を落としたが、ゴールドグラブ賞を2006年まで3年連続で受賞し、2005年は守備機会351で失策が0だった。

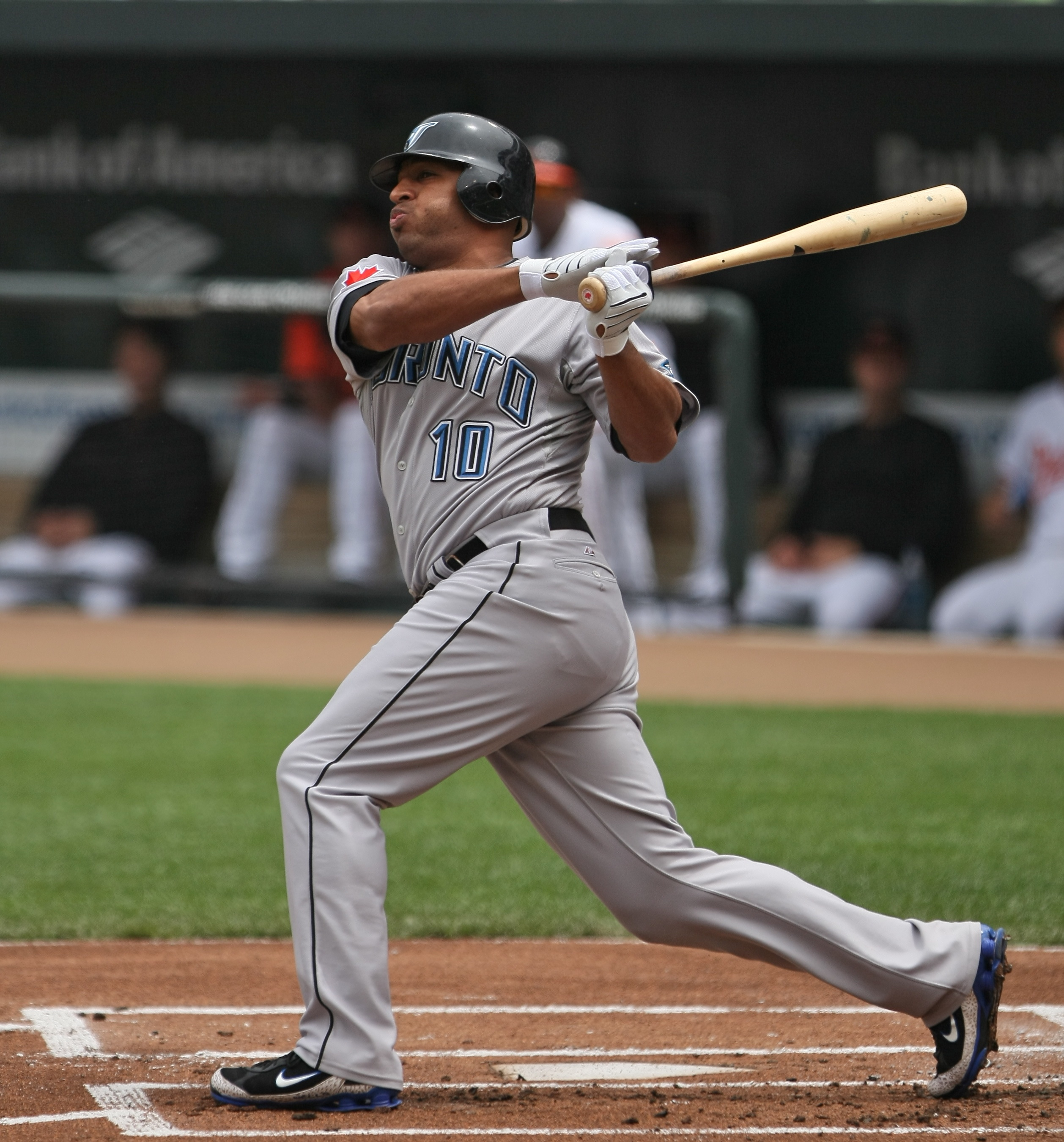
トロント・ブルージェイズ時代
(2009年5月27日)

2004年シーズン後に行われた日米野球ではMVPを獲得している。
トロイ・グロースとライル・オーバーベイの加入に伴い、ウェルズに対する警戒が甘くなった2006年は、打率.303、32本塁打、106打点を記録し、2003年以来の3割30本塁打100打点を達成。また、自己最多の17盗塁を決めている。その年のオフには2008年から球団史上最高の7年総額1億2,600万ドルで契約を結んだ。総額では同じ年にシカゴ・カブスと契約したアルフォンソ・ソリアーノに次ぐ歴代6位の大型契約であった。ただし、本拠地が人工芝球場で若くからプレーした大型中堅手は故障が多く肉体的衰えが早いことがケン・グリフィー・ジュニアが大型契約を結んだ後にパフォーマンスが著しく低下した例から明らかになっており、この契約には疑問の声も多かった。
肩の痛みが不調の要因の一つとなり、2007年は打率.245・16本塁打とメジャー定着後最低の成績となり、2004年から獲得していたゴールドグラブ賞も3年連続で途切れた。故障者リスト入りで閉幕を迎え、その後肩の手術を受けた。
2008年も序盤は打撃不振が続いたが、シーズン終盤に復調し、最終戦で2本塁打を放ち2年ぶりに打率.300と20本塁打をクリアした。最終的に打率.300・20本塁打、78打点という成績を記録した。しかし、その一方で5月に左肘を、7月に左膝を痛めて2度故障者リスト入りした為、108試合の出場にとどまった。
2009年は相次ぐ故障からの復活を目指し、個人トレーナーを雇って肉体改造に着手。その結果、2004年以降では最多の158試合に出場し、故障の不安を払拭した。しかし、打撃は深刻な不振に陥り、本塁打、打点はレギュラー定着後では最低の数字に終わった。特に得点圏打率は.205と振るわず、シーズン終盤は下位打線を打つことが多くなった。本拠地のロジャース・センターでは、地元ファンからブーイングを浴びせられることもあった。2007年以降、大型契約に見合わない成績が続き、2010年から5年総額1億600万ドルという著しく巨額の支払いが残ることもあり、“不良債権”の代名詞的存在になってしまった。ESPNは、ウェルズを「トレード価値がない選手」2位に選び（1位はバリー・ジト）、低調な打撃成績と狭まった守備範囲が巨額の契約に見合わないと指摘した。また、スポーツ・イラストレイテッドは、現役選手を対象にした「最悪の契約」ランキング1位にウェルズを選んだ。オフには、打撃不振の原因となった左手首の手術を受けた。
2010年は開幕3戦で4本塁打するなど4,5月は好調で長打を量産。前半戦終了時点で19本塁打を放ち、選手間投票3位で4年ぶりにオールスター出場を果たした。後半戦は調子を落として打率を下げたが、最終的に4年ぶりとなる30本塁打、40二塁打を達成した。

### エンゼルス時代

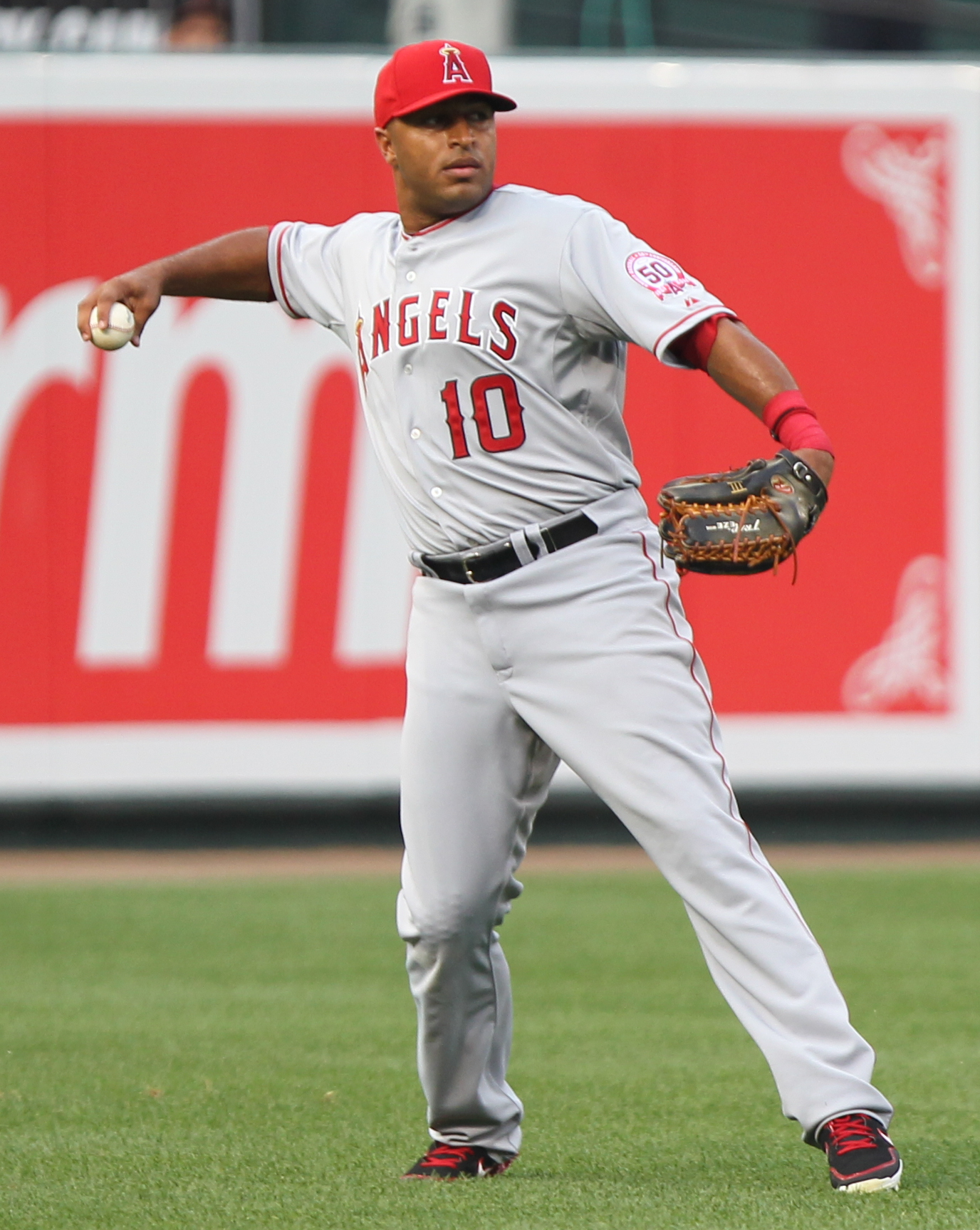
ロサンゼルス・エンゼルス時代
(2011年7月23日)

2011年1月21日にマイク・ナポリ、フアン・リベラとのトレードでロサンゼルス・エンゼルス・オブ・アナハイムに移籍した。同年から2014年まで4年8600万ドルの契約を残しているウェルズの放出は極めて困難との見方が強かったため、トレードの成立は各方面で驚きを持って受け止められた。巨額の契約の大半を引き継ぐことになったエンゼルスには批判的な報道が目立ち、ESPNは「エンゼルスは最悪のトレードを行った」、CBSスポーツは「ウェルズを獲得するぐらいなら何もしない方がマシだった」と酷評した。
2011年は打率.218、出塁率.248はいずれもMLBワーストで、大方の予想通りトレードは失敗に終わった。チームも2年連続でプレーオフ進出を逃した。
2012年は5月21日に右手の親指の靭帯を損傷し、故障者リスト入り。7月に復帰してからは、マイク・トラウトの台頭とマーク・トランボの外野転向により、控えとなった。
2013年2月25日に現行契約が満了する2014年のシーズンを最後に現役を引退する意向を示した。

### ヤンキース時代
2013年3月26日にエクシカルド・ケヨンズ、クレイマー・スニードとのトレードでニューヨーク・ヤンキースに移籍。ブルージェイズ時代から着けていた背番号「10」はフィル・リズートの永久欠番だったため、「12」に決まった。5月8日には三塁を、5月15日には二塁をプロ入り後初めて守った。7月26日にアルフォンソ・ソリアーノがヤンキースに移籍してきたため背番号を譲り、自身は「22」に変更した。8月5日にはプロ入り後初めて一塁を守った。
2014年1月10日にDFAとなり、1月15日に放出された。

## 選手としての特徴
全盛期には、ブラディミール・ゲレーロなどと並ぶ5ツールプレイヤーの1人と言われていた。しかし、上記選手に比べると、継続した好成績を残せていない。特に7年総額1億2600万ドルの大型契約を結んでからは、人工芝球場を本拠地に長年中堅手として大柄な体格でプレーしたつけが出て故障がちとなり、成績が低下してしまった。
打撃面では積極的に打つ傾向があり、1打席あたりの球数 (P/PA) の少なさはメジャーでもトップクラスに入る。P/PAは2009年 (3.43) がワースト5位、2010年 (3.24) がワースト4位だった。そのため、四球数は毎年50前後で推移し、出塁率はあまり良くない。近年は左投手を苦手にしており、2010年は対右投手のOPS.895に比べて対左投手のOPSは.643に留まった。ライナー性の打球が多いラインドライブヒッターであり、典型的なプルヒッターでもある。
守備面では2004年から2006年にかけて3年連続でゴールドグラブ賞を獲得している。しかし、近年は中堅の守備範囲が狭まり、2008年、2009年のUZR、守備防御点は中堅手としてはメジャー最低レベルである。2010年は若干の改善を見せたが、依然としてリーグ平均以下の数値を記録している。
盗塁数は少ないが、決して足が遅いというわけではなく、守備や走塁でその俊敏さを生かしている。

## 人物
様々な慈善活動に非常に熱心に取り組んでいることで知られている。2008年には財団「Vernon Wells Perfect 10 Foundation」を設立し、テキサス州北部のホームレスチルドレンへの支援を行っている。ロベルト・クレメンテ賞の候補にも複数回ノミネートされている。2010年、社会福祉活動に功績のあった選手に贈られる「ブランチ・リッキー賞」を受賞した。
マイケル・ヤングとはマイナーリーグ時代からの友人。家族は妻と息子2人。NFLダラス・カウボーイズのファンである。

## 詳細情報

### 年度別打撃成績
| 年 度      | 球 団      | 試 合 | 打 席 | 打 数 | 得 点 | 安 打 | 二 塁 打 | 三 塁 打 | 本 塁 打 | 塁 打 | 打 点 | 盗 塁 | 盗 塁 死 | 犠 打 | 犠 飛 | 四 球 | 敬 遠 | 死 球 | 三 振 | 併 殺 打 | 打 率 | 出 塁 率 | 長 打 率 | O P S |
| ---------- | ---------- | ----- | ----- | ----- | ----- | ----- | -------- | -------- | -------- | ----- | ----- | ----- | -------- | ----- | ----- | ----- | ----- | ----- | ----- | -------- | ----- | -------- | -------- | ----- |
| 1999       | TOR        | 24    | 92    | 88    | 8     | 23    | 5        | 0        | 1        | 31    | 8     | 1     | 1        | 0     | 0     | 4     | 0     | 0     | 18    | 6        | .261  | .293     | .352     | .646  |
| 2000       | TOR        | 3     | 2     | 2     | 0     | 0     | 0        | 0        | 0        | 0     | 0     | 0     | 0        | 0     | 0     | 0     | 0     | 0     | 0     | 0        | .000  | .000     | .000     | .000  |
| 2001       | TOR        | 30    | 103   | 96    | 14    | 30    | 8        | 0        | 1        | 41    | 6     | 5     | 0        | 0     | 1     | 5     | 0     | 1     | 15    | 0        | .313  | .350     | .427     | .777  |
| 2002       | TOR        | 159   | 648   | 608   | 87    | 167   | 34       | 4        | 23       | 278   | 100   | 9     | 4        | 2     | 8     | 27    | 0     | 3     | 85    | 15       | .275  | .305     | .457     | .762  |
| 2003       | TOR        | 161   | 735   | 678   | 118   | 215   | 49       | 5        | 33       | 373   | 117   | 4     | 1        | 0     | 8     | 42    | 2     | 7     | 80    | 21       | .317  | .359     | .550     | .909  |
| 2004       | TOR        | 134   | 590   | 536   | 82    | 146   | 34       | 2        | 23       | 253   | 67    | 9     | 2        | 0     | 1     | 51    | 2     | 2     | 83    | 17       | .272  | .337     | .472     | .809  |
| 2005       | TOR        | 156   | 678   | 620   | 78    | 167   | 30       | 3        | 28       | 287   | 97    | 8     | 3        | 0     | 8     | 47    | 3     | 3     | 86    | 13       | .269  | .320     | .463     | .783  |
| 2006       | TOR        | 154   | 677   | 611   | 91    | 185   | 40       | 5        | 32       | 331   | 106   | 17    | 4        | 0     | 9     | 54    | 0     | 3     | 90    | 13       | .303  | .357     | .542     | .899  |
| 2007       | TOR        | 149   | 642   | 584   | 85    | 143   | 36       | 4        | 16       | 235   | 80    | 10    | 4        | 0     | 6     | 49    | 4     | 3     | 89    | 9        | .245  | .304     | .402     | .706  |
| 2008       | TOR        | 108   | 466   | 427   | 63    | 128   | 22       | 1        | 20       | 212   | 78    | 4     | 2        | 0     | 7     | 29    | 5     | 3     | 46    | 16       | .300  | .343     | .496     | .840  |
| 2009       | TOR        | 158   | 684   | 630   | 84    | 164   | 37       | 3        | 15       | 252   | 66    | 17    | 4        | 0     | 5     | 48    | 2     | 1     | 86    | 18       | .260  | .311     | .400     | .711  |
| 2010       | TOR        | 157   | 646   | 590   | 79    | 161   | 44       | 3        | 31       | 304   | 88    | 6     | 4        | 0     | 3     | 50    | 5     | 3     | 84    | 18       | .273  | .331     | .515     | .847  |
| 2011       | LAA        | 131   | 529   | 505   | 60    | 110   | 15       | 4        | 25       | 208   | 66    | 9     | 4        | 0     | 3     | 20    | 0     | 1     | 86    | 8        | .218  | .248     | .412     | .660  |
| 2012       | LAA        | 77    | 262   | 243   | 36    | 56    | 9        | 0        | 11       | 98    | 29    | 3     | 1        | 0     | 2     | 16    | 0     | 1     | 35    | 5        | .230  | .279     | .403     | .682  |
| 2013       | NYY        | 130   | 458   | 424   | 45    | 99    | 16       | 0        | 11       | 148   | 50    | 7     | 3        | 0     | 4     | 30    | 1     | 0     | 73    | 9        | .233  | .282     | .349     | .631  |
| 通算：15年 | 通算：15年 | 1731  | 7212  | 6642  | 930   | 1794  | 379      | 34       | 270      | 3051  | 958   | 109   | 37       | 2     | 65    | 472   | 24    | 31    | 956   | 168      | .270  | .319     | .459     | .778  |

- 太字はリーグ1位。

### 表彰
- シルバースラッガー賞：1回 (2003年)
- ゴールドグラブ賞：3回 (2004年 - 2006年)
- プレイヤー・オブ・ザ・ウィーク：2回 (2003年6月22日、2006年7月23日)
- ブランチ・リッキー賞（英語版）：1回 (2010年)

### 記録
- オールスターゲーム：3回 (2003年、2006年、2010年)

### 背番号
- 3 (1999年)
- 10 (2000年 - 2012年)
- 12 (2013年 - 同年途中)
- 22 (2013年途中 - 同年)

### 代表歴
- 2006 ワールド・ベースボール・クラシック・アメリカ合衆国代表